# Пішохідний міст отця Бернатка
Пішохідний міст отця Бернатки — пішохідний та велосипедний міст через річку Вісла в Кракові, що з'єднує Казімєж з Подгуже, побудований на місці колишнього Подгурського мосту. Рішенням міської ради Кракова йому присвоєно ім'я о. Летуса Бернатка, монаха, який на межі ХІХ і XX століть керував будівництвом госпіталю Боніфратів у Кракові.
Пішохідний міст, збудований за проєктом Авторської дизайнерсько-художньої студії проф. Анджея Ґеттера, має форму сталевої арки, натягнутої між існуючими опорами Подгурського мосту, до якої підвішені дві платформи (одна для пішоходів, інша — для велосипедистів). Сталева арка має довжину 145 метрів, а платформи — близько 130 метрів. Уся конструкція важить понад 700 тонн, а вартість її будівництва становить понад 38 мільйонів злотих, з яких 15 мільйонів злотих надійшли з фондів ЄС.
Створення пішохідного мосту сприяло культурному, соціальному та туристичному відродженню вулиць, що ведуть до нього з обох боків річки, а також прилеглої частини Віслинських бульварів. Відновлено значення старої траси між площею Вольницею та Ринком Підгурським, що веде вулицями Мостова та Казімежа Бродзінського .

## Будівництво пішохідного мосту
Спочатку пішохідний міст був побудований на березі Вісли на Курляндському бульварі (вздовж річки), лише після підготовки всієї берегової конструкції 19 червня 2010 року його перенесли на інший берег баржами та кранами. Введений в експлуатацію 30 вересня 2010 року.

## Нагороди
- 2011 р. — перше місце в номінації «пішохідні мости» у Мостовому конкурсі ім. Максиміліана Вольфа, який здійснив журнал «Мости».[5] Особливо була оцінена цікава архітектурна форма пішохідного мосту, який є важливим елементом ландшафту історичних бульварів Кракова.
- 2011 р. — перше місце в категорії «освітлення вибраного простору та об'єкта» на конкурсі «На найкращу освітлену гміну та місто 2010 року», проведеному Польською асоціацією світлотехнічної промисловості.[6] Особливо оцінено постійне освітлення пішохідного мосту з використанням системи динамічного світлодіодного освітлення.

## Суперечки
- Деякі жителі Кракова розкритикували корисність пішохідного мосту. Його збудували поруч з двома іншими мостами, які вже мають пішохідні доріжки достатньої ширини. Проте витрачені на це гроші можна було б використати на ремонт вулиць міста.[7]

- Існували також побоювання, що пішохідний міст сприятиме процесу джентрифікації Підґужа та буде корисним насамперед для туристів, а не для мешканців.[8]

- Проти назви пішохідного мосту виступили багато мешканців міста, а також депутати 13-го округу Подґуже, які запропонували назвати його Підгурським пішохідним мостом або Карловим мостом (через Карлів міст, який колись стояв на цій території).).[9]

- Спірним є й те, що реалізований проєкт кардинально відрізняється від обраного на архітектурному конкурсі. Це прецедент, коли в конкурсі виграє проєкт, який не може бути побудований і зазнає такої кардинальної трансформації.[10]

## Інша інформація
Пішохідний міст стає місцем закоханих. На огорожі мосту вже закріплені сотні замків з іменами, ініціалами, виявами любові та датами. Закохані пари вішають на міст замки, зачиняють їх, а потім кидають ключ у Віслу на знак того, що їхнє кохання залишиться нерозлучним до кінця життя.

Місток став Мостом кохання, прикладів якого багато в Європі: флорентійський Понте Веккіо на річці Арно, римський Мільвійський міст, паризький Понт де Арт, а в Польщі: Тумський міст у Вроцлаві, пішохідний міст біля Опери Нова у Бидгощі та міст Понятовського у Варшаві.

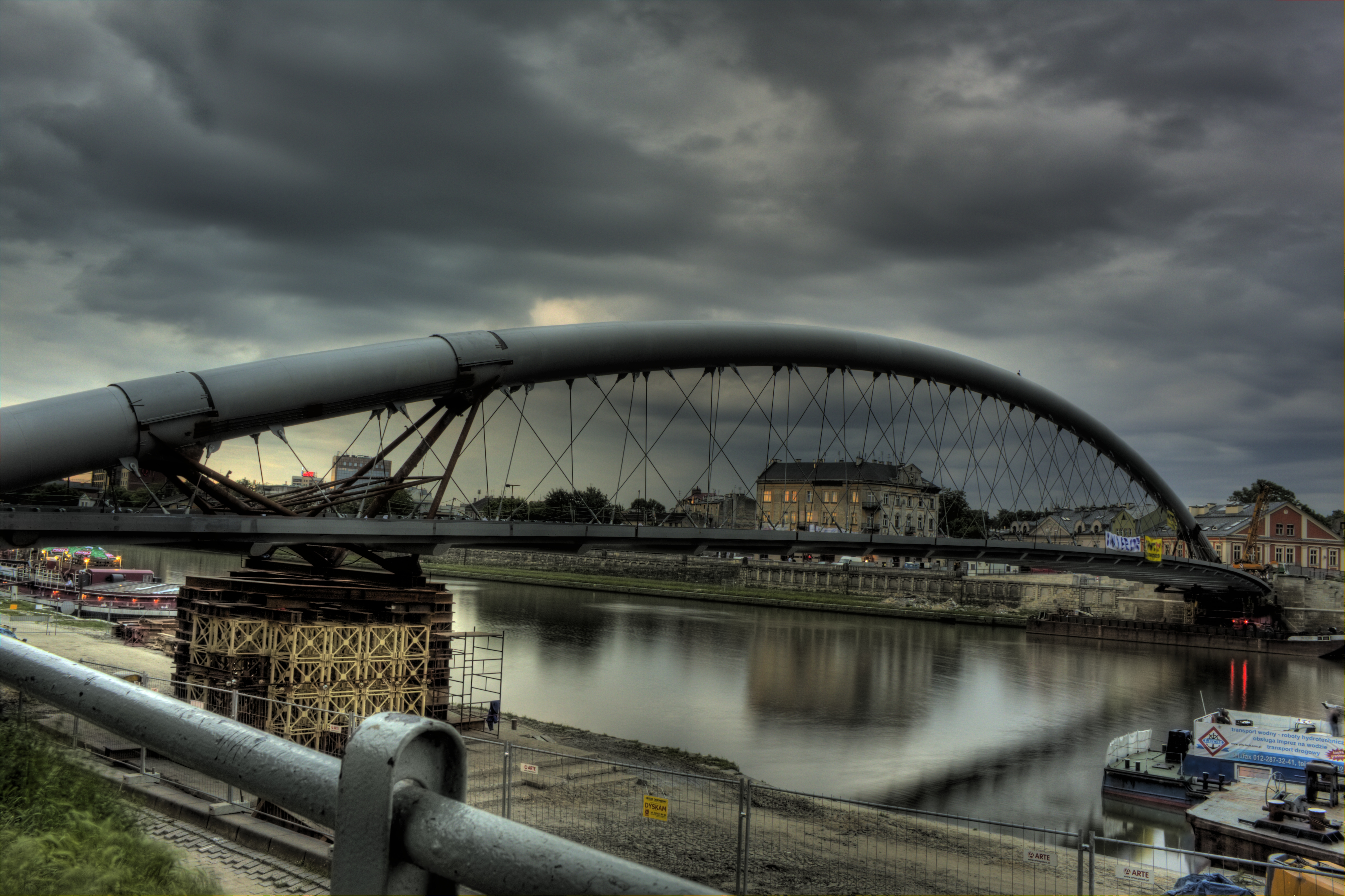
Будується пішохідний міст отця Бернатка
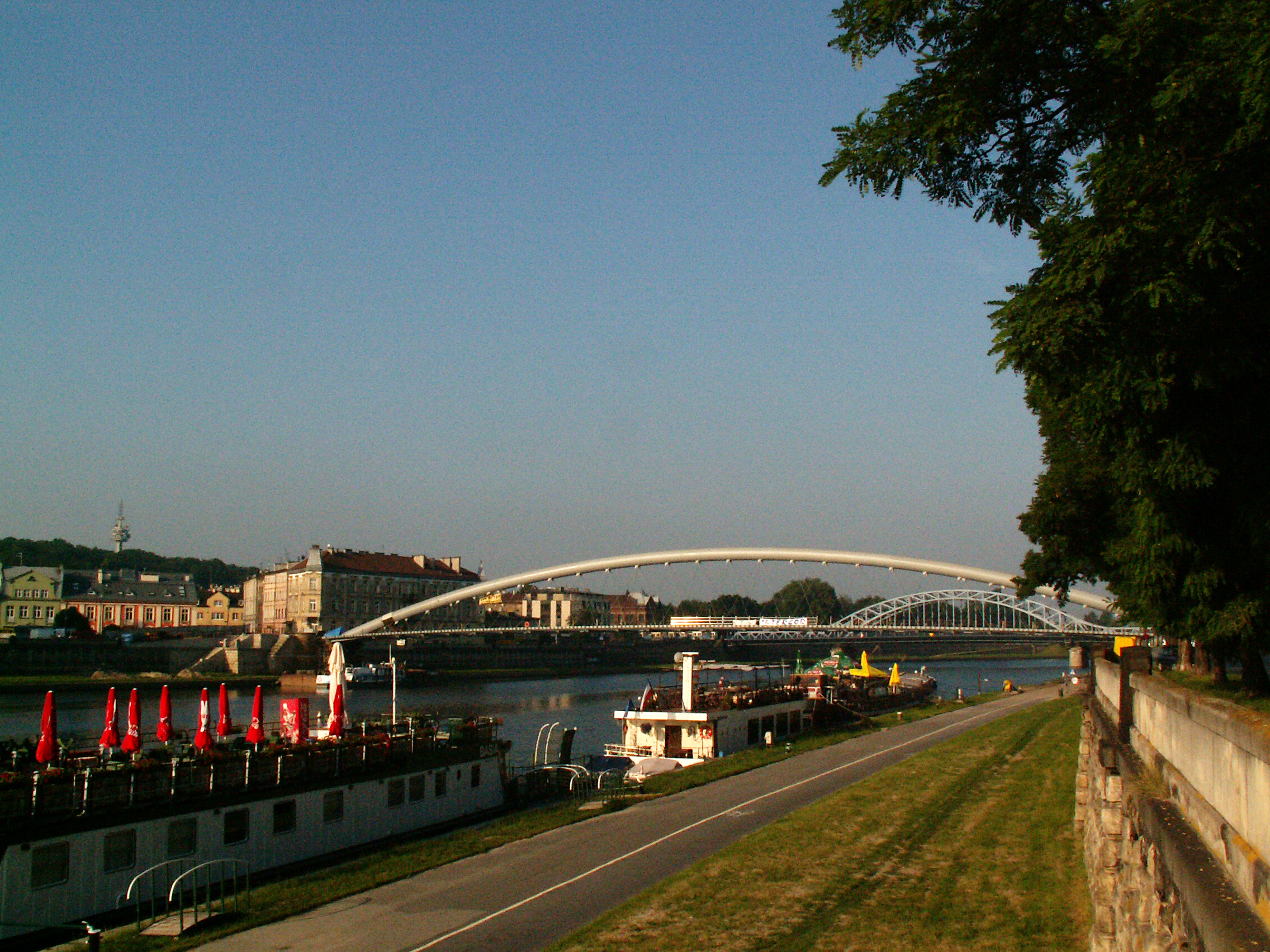
Пішохідний міст отця Бернатка та Курляндський бульвар
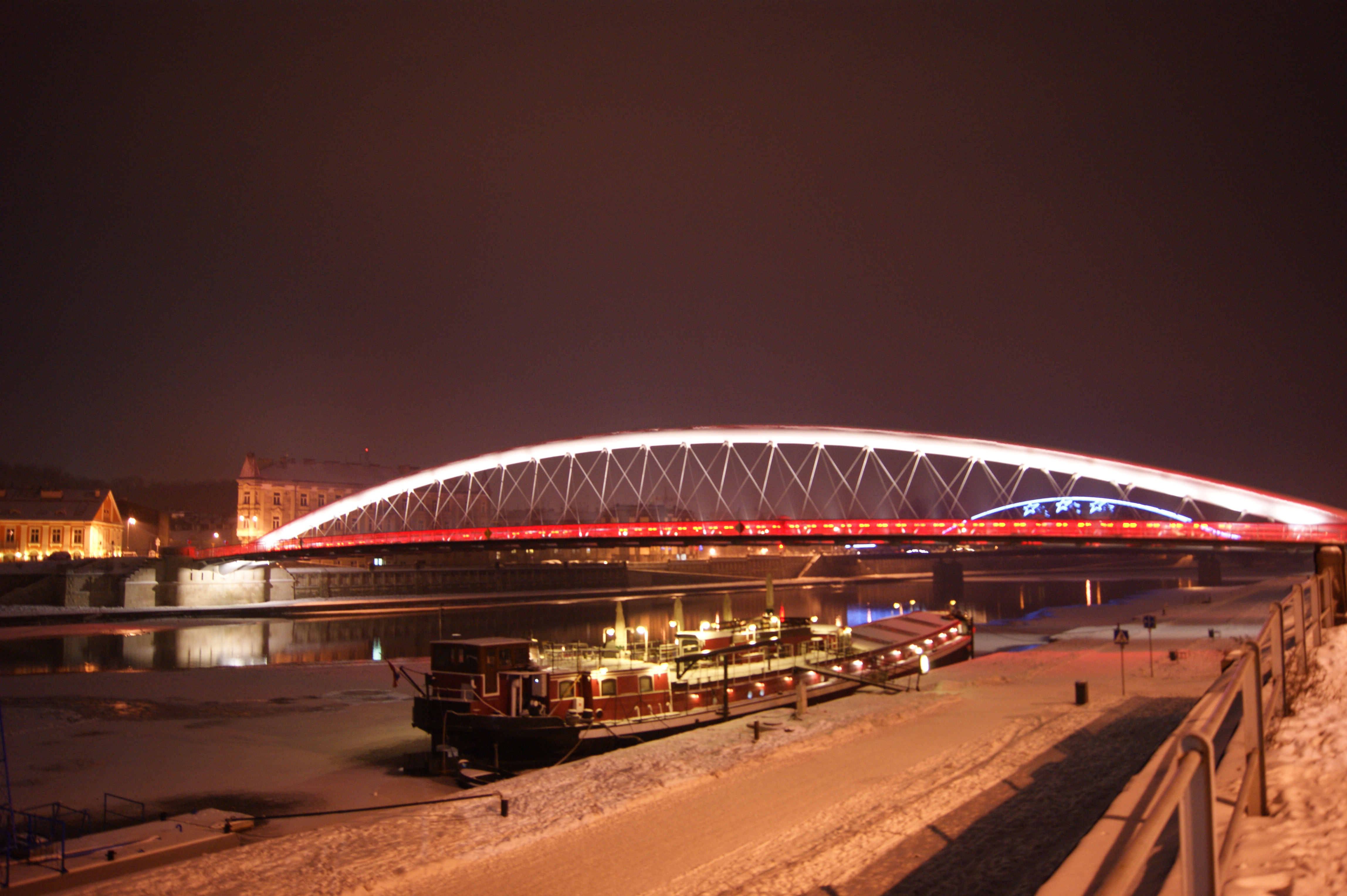
В зимову ніч
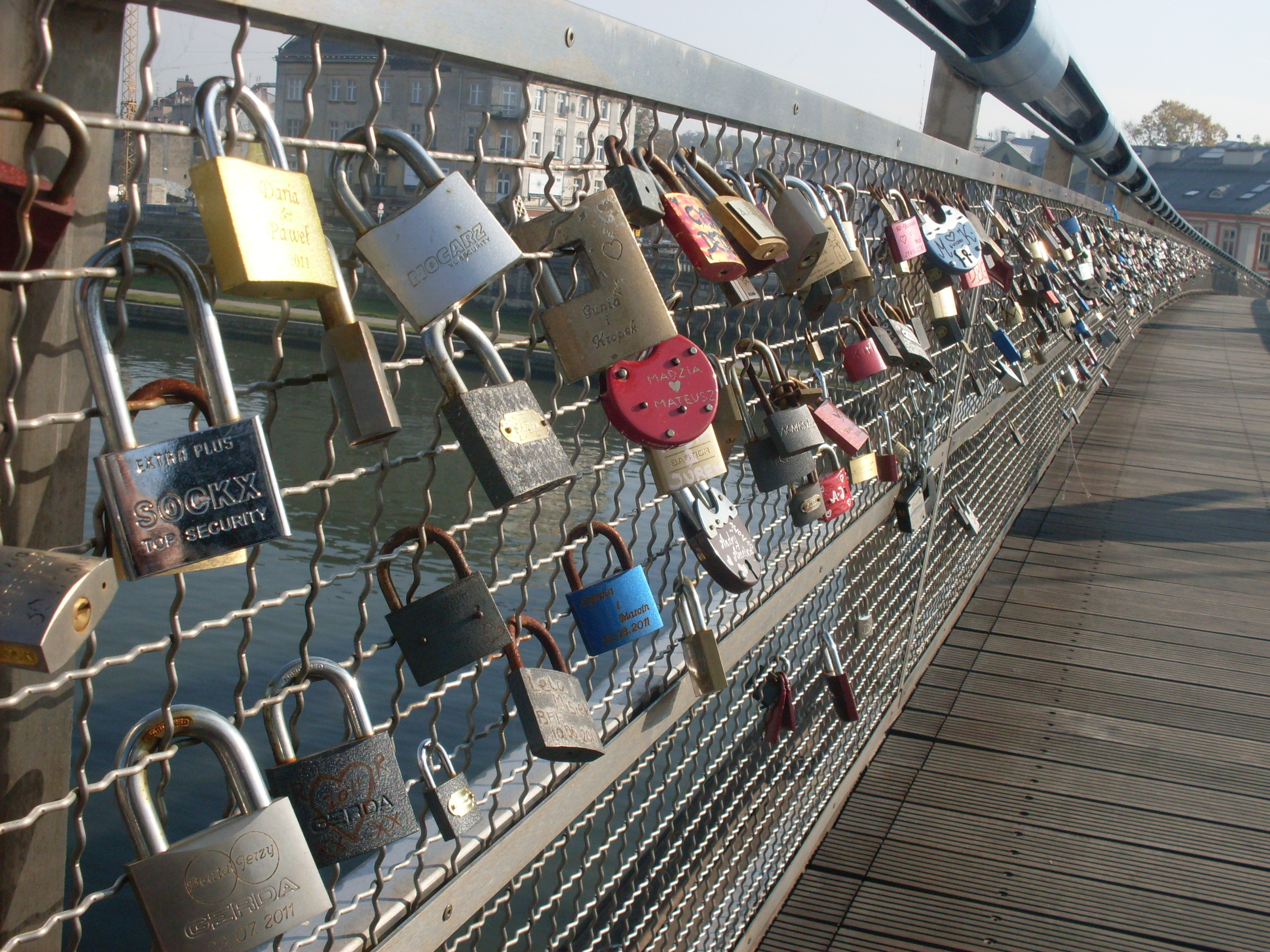
Навісні замки закоханих
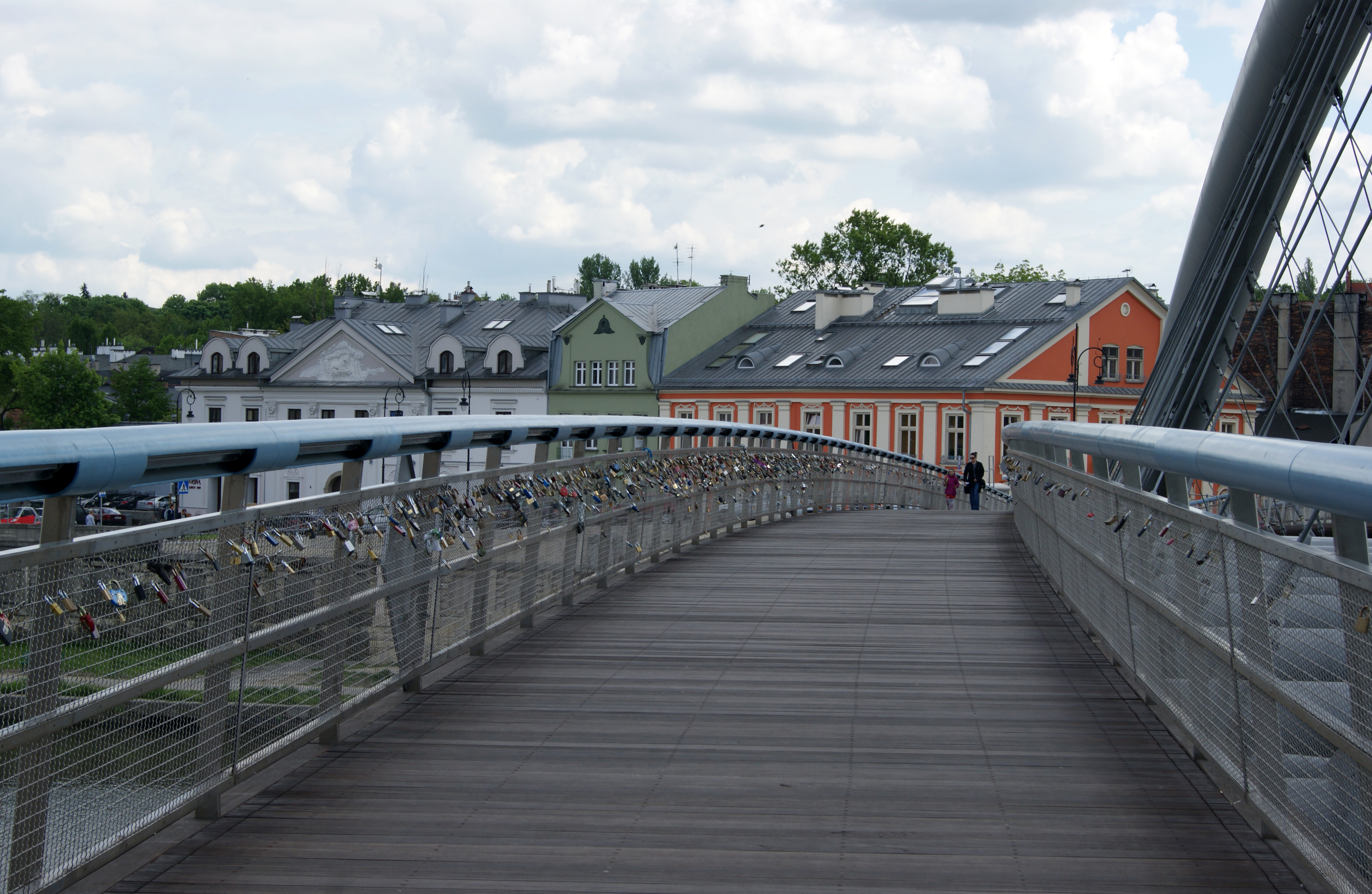
Люблю навісні замки
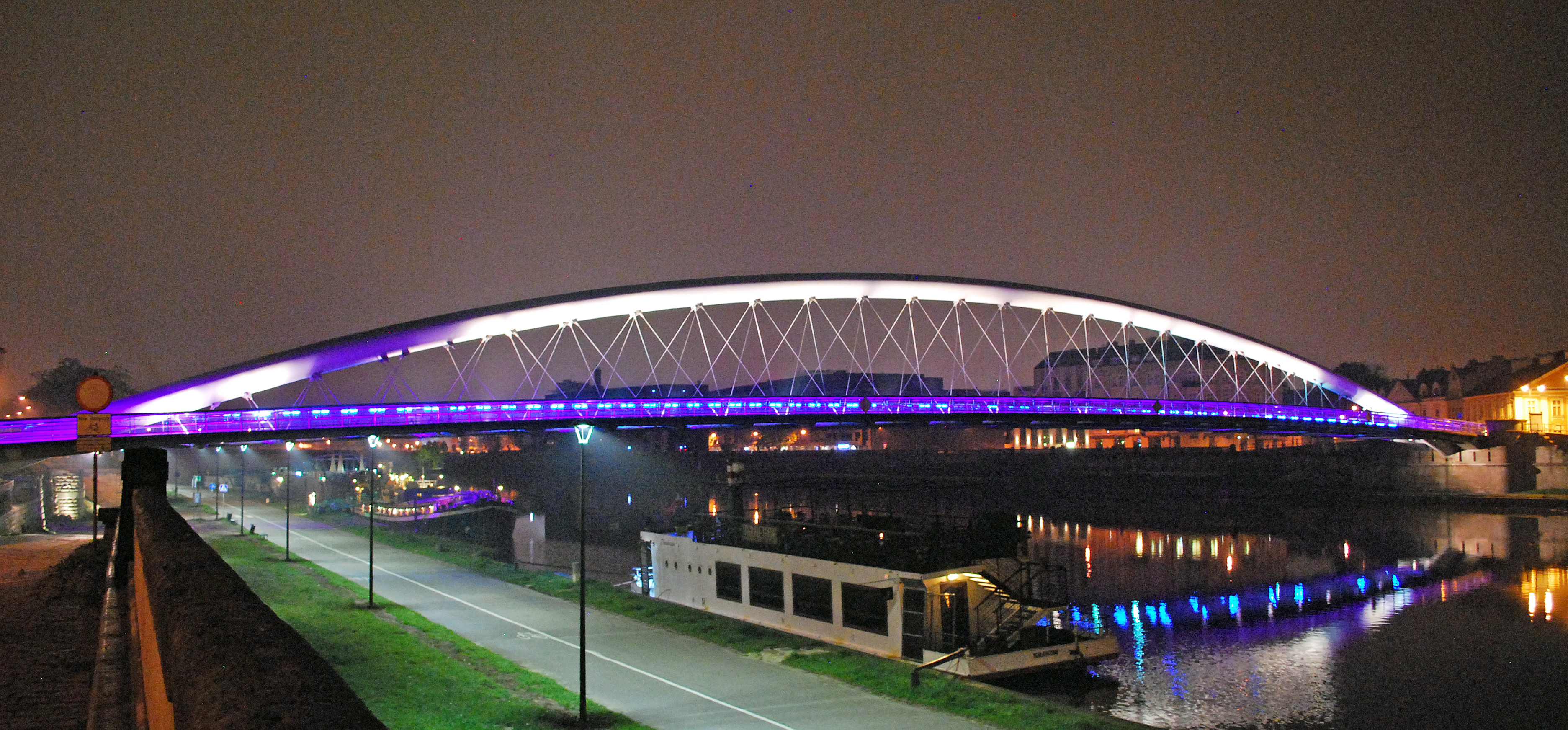
Міст отримав нагороду в номінації «освітлення обраного простору та об’єкта». Одна з кольорових версій.

## Виноски
1. ↑  Kładka Bernatka połączy dwa brzegi Wisły w Krakowie. zyciewarszawy.pl (пол.).
2. ↑  Kraków: Kładka Bernatka oficjalnie otwarta. krakow.naszemiasto.pl (пол.). 30 вересня 2010. Архів оригіналу за 17 листопада 2012. Процитовано 18 лютого 2023.
3. ↑  Magiczny Kraków – Budowa kładki przez Wisłę na finiszu. www.krakow.pl (пол.). 5 лютого 2011.
4. ↑  Bonifratrzy na rowerach i piesi na kładce Bernatka. gazeta.pl (пол.). 30 вересня 2010.
5. ↑  Laur dla krakowskiej kładki – Magiczny Kraków (пол.)
6. ↑  Kraków: kolejna nagroda dla kładki Bernatka – Gazetakrakowska.pl (пол.)
7. ↑  Listy. Kładka przez Wisłę, czyli Most z Grubej Rury. gazeta.pl (пол.). 11 серпня 2010.
8. ↑  Listy. Kładka przyspieszy proces umierania Podgórza. gazeta.pl (пол.). 30 вересня 2010.
9. ↑  Nie Podgórska, nie Kazimierska. Będzie kładka Bernatka. gazeta.pl (пол.). 26 травня 2010.
10. ↑  http://podgorze.pl/co-sie-stalo-z-nasza-kladka